# Pierrepont-sur-l'Arentèle
Pierrepont-sur-l'Arentèle è un comune francese di 164 abitanti situato nel dipartimento dei Vosgi nella regione del Grand Est.

## Società

### Evoluzione demografica
Abitanti censiti